# Чемпіонат світу з турінгових автоперегонів
Чемпіонат світу з турінгових автоперегонів (англ. World Touring Car Championship) або WTCC — міжнародна серія автоперегонів серед кузовних автомобілей, яку проводили FIA з 2005 року. У 2017 році серію було об'єднано із міжнародною серією TCR і переіменовано у Кубок світу з турінгових автоперегонів.